# Schlacht um die Krim
1941: Białystok-Minsk – Dubno-Luzk-Riwne – Smolensk – Uman – Kiew – Odessa – Leningrader Blockade – Wjasma-Brjansk – Charkow – Rostow – Moskau – Tula

1942: Rschew – Charkow – Ljuban/Wolchow – Kertsch/Sewastopol – Fall Blau – Kaukasus – Stalingrad – Operation Mars

1943: Woronesch-Charkow – Operation Iskra – Nordkaukasus – Charkow – Kursk – Orjol – Donez-Mius – Donbass – Belgorod-Charkow – Smolensk – Dnepr – Kiew

1944: Dnepr-Karpaten – Leningrad-Nowgorod – Krim – Wyborg–Petrosawodsk – Operation Bagration – Lwiw-Sandomierz – Jassy–Kischinew – Belgrad – Petsamo-Kirkenes – Baltikum – Karpaten – Ungarn

1945: Kurland  – Weichsel-Oder – Ostpreußen – Westkarpaten – Niederschlesien – Ostpommern – Plattensee – Oberschlesien – Wien – Oder – Berlin – Prag
Die Schlacht um die Krim (russisch Крымская операция, Krimskaja Operazija, Krim-Operation) fand während des Zweiten Weltkrieges in der Zeit vom 8. April bis zum 12. Mai 1944 auf der Halbinsel Krim zwischen der 17. Armee der deutschen Wehrmacht und der angreifenden 4. Ukrainischen Front der Sowjetunion statt. Sie endete mit der Niederlage der deutschen Truppen.

## Vorgeschichte
Im November 1943 hatte die Rote Armee mit der Kertsch-Eltigener Operation einen starken Brückenkopf im Osten der Krim erobert, der als Ausgangspunkt für die Rückeroberung der gesamten Halbinsel dienen sollte. Ferner hatte das 10. Schützenkorps unter Generalmajor K. P. Neverow vom 1. bis 6. November 1943 bei Hadschi-Budak eine Brücke über den Sywasch errichtet und einen Brückenkopf am Südufer gebildet. Das sowjetische Werk »Geschichte des Zweiten Weltkrieges 1939-1945« thematisiert die Forcierung des Siwasch als ein Beispiel für den Massenheroismus der Roten Armee. Die 51. Armee durchwatete am 1. November 1943, den fast 3 km breiten morastigen Siwasch. Von Februar bis März 1944 wurden Dämme gebildet und die Tragfähigkeit auf 30 Tonnen erhöht, womit die Überquerung von T-34-Panzern und schwerer Artillerie sichergestellt werden konnte. Paul Deichmann berichtet, dass die Rote Armee ihn mit einem Trick „aufs Kreuz“ legte. In den für unwegsam gehaltenen Siwasch baute sie einen Unterwasserdamm über den dann sowjetische Panzereinheiten vordrangen, die zusammen mit anderen Kräften die Räumung der Krim erzwangen. Zwar war der Bau erkannt, aber auf seine Zerstörung nicht genügend Wert gelegt worden.
Adolf Hitler wurde von Erich von Manstein, Ewald von Kleist, Kurt Zeitzler und vom rumänischen Diktator Ion Antonescu mehrfach vorgeschlagen, die Truppen auf der Krim zu evakuieren, dieser weigerte sich, dazu den entsprechenden Befehl zu geben. Karl Dönitz, der Anhänger einer Durchhaltestrategie war und im Osten nichts aufgeben wollte, was unbedingt erforderlich war, bestärkte Hitler hingegen in seiner Auffassung die Krim unbedingt zu halten. Die Krim schützte nach seiner Auffassung „den Balkan wie ein Schild.“ Als der sowjetische Angriff begann, wurde die Evakuierung schließlich von Hitler gebilligt. Sewastopol wurde zur Festung erklärt, die um jeden Preis zu halten war. Fünf Divisionen standen im Norden, vier auf der Halbinsel Kertsch und drei sollten die Küste bewachen.

### Deutsche und sowjetische Kräfte und Planung

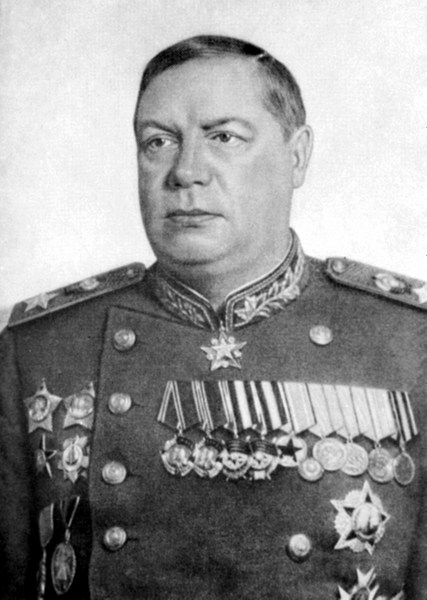
Marschall F. I. Tolbuchin

Die sowjetischen Planungen sahen vor, dass die 4. Ukrainische Front unter Fjodor Tolbuchin die angenommene Evakuierung der Krim durch die deutsch-rumänischen Truppen verhindern sollte. Die Truppen der 4. Ukrainischen Front und der selbständigen Küstenarmee bestanden zu Beginn der Krim-Offensive aus rund 30 Schützendivisionen, 2 befestigten Räumen, 2 Marinebrigaden mit insgesamt rund 470.000 Soldaten. Diese Verbände verfügten über 5982 Feldgeschütze, 772 Flak, 559 Panzer und Selbstfahrlafetten, die von 1.250 Flugzeugen unterstützt wurde. Die 51. Armee unter General Kreiser und das 19. Panzerkorps unter General I. D. Wassiljew sollten von der Sywasch-Landenge auf die Halbinsel eindringen, während die 2. Gardearmee unter General G. F. Sacharow (später General Tschantschibadze) die Verteidigungsstellungen auf der Landenge von Perekop durchbrechen sollte. Die Selbständige Küstenarmee unter Andrei Jerjomenko hatte von der Halbinsel Kertsch her durch Angriffe gegen die Parpatsch-Stellung zu unterstützen. Die sowjetische Schwarzmeerflotte (Admiral F. S. Oktjabrski) und die Asow-Flottille unter dem Kommando von Konteradmiral S. Gorschkow sicherten aus ihren Stützpunkten aus den Häfen der Halbinsel Taman.
Die Verteidigung der Halbinsel Krim übertrug das Oberkommando der Wehrmacht der deutschen 17. Armee unter Generaloberst Erwin Jaenecke. Sie bestand aus fünf deutschen und sechs rumänischen Divisionen und zählte etwa 200.000 Soldaten, 3.600 Geschütze, 200 Panzer und 150 Flugzeuge.
- XXXXIX. Gebirgskorps (General Konrad) mit der 50., 111. Infanterie-Division und der 336. Infanterie-Division sowie die 279. Sturmgeschütz-Brigade
- V. Armeekorps (General Allmendinger) mit der 73., 98., der rumänischen 3. Gebirgs-Division sowie die 191. Sturmgeschütz-Brigade
- Rumänisches Gebirgskorps (General Hugo Schwab) mit Resten 1. Gebirgs-Division und den Resten der 10. und 19. Infanterie-Division
- Rumänisches Kavallerie-Korps mit der 6. und 9. Kavallerie-Division

Nach seinem Besuch bei der 17. Armee teilte Ferdinand Schörner dem OKH am 7. April 1944 mit, dass „nach seiner Überzeugung [...] die Verteidigung der Krim noch auf längere Sicht gewährleistet“ sei.

## Verlauf

### Durchbruch an der Landenge

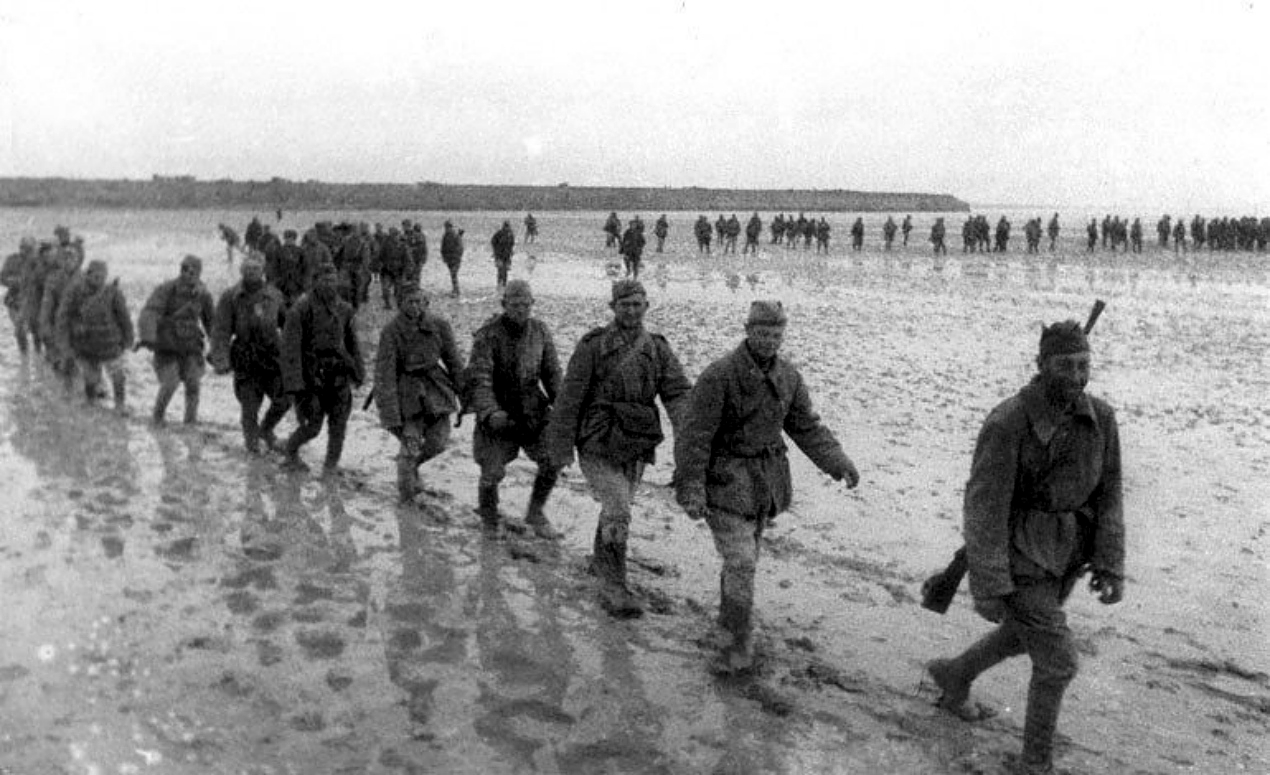
Sowjetische Soldaten durchschreiten das Sywasch-Gebiet

Am 8. April 1944 starteten die Truppen der 4. Ukrainischen Front die Offensive.
Um 8:00 Uhr begann ein 2,5 Stunden lang anhaltendes Artilleriefeuer der Frontarmeen und Fliegereinheiten der 4. Luftarmee unter Generaloberst K. A. Werschinin. Der Hauptangriff gegen die Front des deutschen XXX. Armeekorps wurde von der 51. Armee aus dem Brückenkopf am Südufer des Sywasch mit dem 1. Garde- und 10. Schützenkorps unter Generalmajor K. P. Neverow geführt. Am Abend des Tages gruben sich die Regimenter der 3. Garde-Schützen-Division in den ersten eroberten Stellungen ein und bemühten sich, die Artillerie nachzuziehen. Am 9. April wirkten Infanterie und Artillerie koordinierter zusammen, es gelang schließlich, die erste deutsche Abwehrstellung zu überwinden und in Richtung der zweiten Abwehrstellung auf Höhe der beiden Seen voranzukommen.
Nach neuem einstündigem Artilleriefeuer erzielte das 63. Schützenkorps unter Generalmajor Pjotr Koschewoi den ersten Erfolg. Die 267., 417. und 263. Schützendivision drangen in anhaltenden Kämpfen in die Stellungen der deutschen 111. Infanterie-Division (Generalmajor Erich Gruner) und der 279. Sturmgeschütz-Brigade ein und rückten bis zum Abend 7 km tief vor.
Am Morgen des 10. April landete ein Schützen-Bataillon südwestlich von Kurajewka im Rücken der deutschen Verteidiger, nahm rasch die Schlüsselstellung Kart-Kasak Nr. 1 und zwang damit die Deutschen zum Rückzug auf die Linie des Staroje-See. Die 346. Schützen-Division erreichte den Aigulskoje-See. Verbände der 51. Armee gingen rasch gegen die Flanke der deutschen Perekop-Stellung vor und hebelten damit die deutsche Verteidigung aus. Die 2. Gardearmee, die erst am Morgen des 12. April den Durchbruch der Ischun-Stellung erzwang, erreichte die Verteidigungslinie entlang des Flusses Chatyrljk und konnte auf Armjansk durchbrechen.

### Rückeroberung der Halbinsel

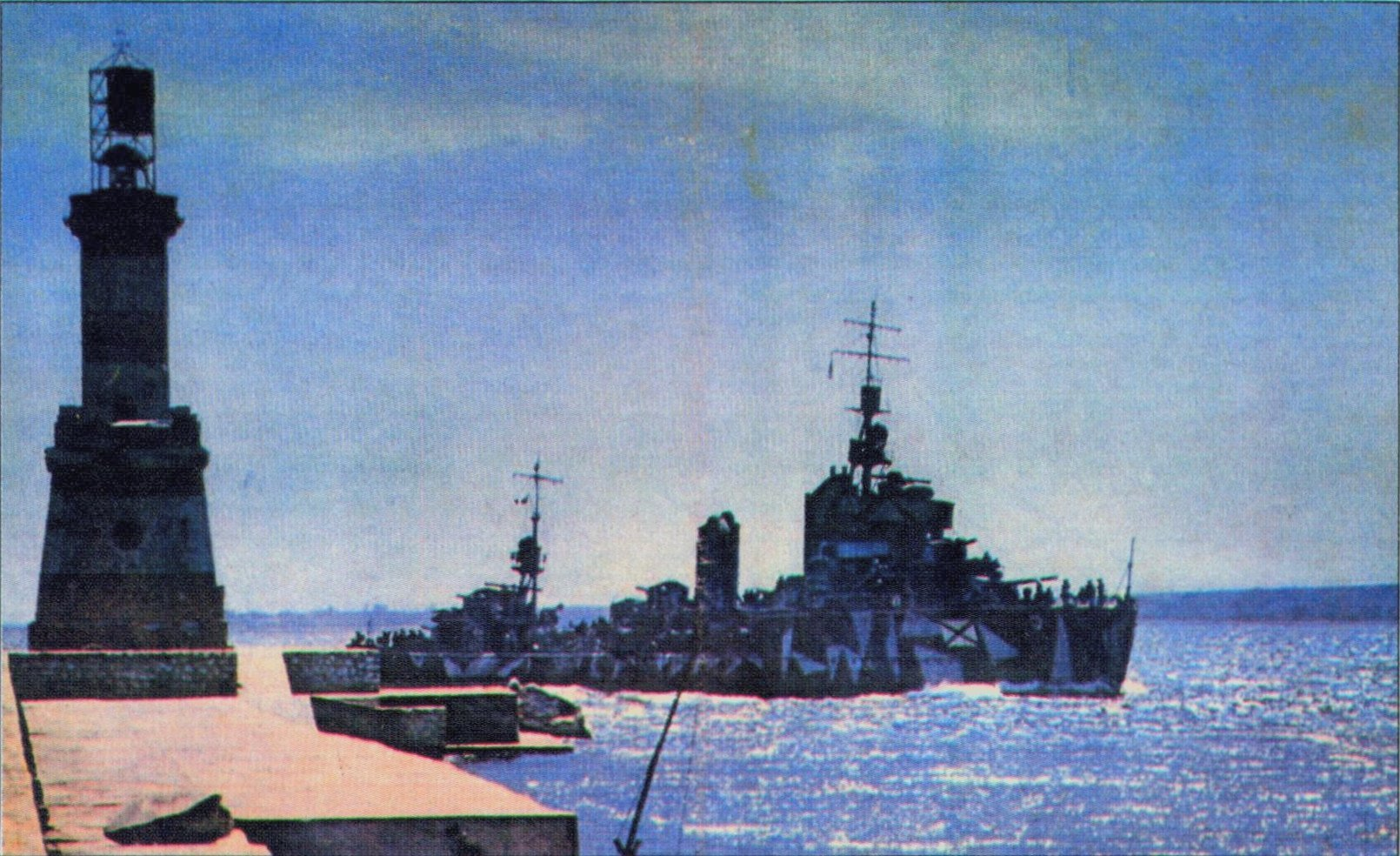
Der bei der Evakuierung eingesetzte rumänische Zerstörer Regele Ferdinand

Die deutschen Hauptanstrengungen auf der Halbinsel Kertsch konzentrierten sich bei Kap Tarchan, wo das deutsche V. Armeekorps (98. und 73. Infanterie-Division) eine 17 km lange Front verteidigten. Die Truppen der Küstenarmee, die in der Nacht des 11. April zum Durchbruch ansetzten, eroberten am folgenden Morgen das befestigte Kertsch. Die Befreiung der Hafenstadt wurde vom 16. Schützenkorps unter Generalmajor Konstantin I. Prwalow mit Teilen der 318., 339. und 383. Schützendivision, der 255. Marine-Brigade sowie dem 244. Panzerregiment (Oberstleutnant Michail G. Malyshew) erreicht. Während des folgenden Durchbruchs an der Acs-Monay Stellung zeichneten sich vor allem das 11. Garde-Schützenkorps unter Generalmajor Roschdestwenski aus.
Am Morgen des 11. April war das sowjetische 19. Panzerkorps unter Generalmajor Wassiljew in den Durchbruchs-Abschnitt eingeführt worden, besetzte Dschankoi und stürmte weiter nach Simferopol. Die 2. Garde-Armee entwickelte derweil ihre Offensive entlang der Westküste der Krim nach Eupatoria und die 51. Armee nutzte den Erfolg des 19. Panzerkorps und folgte über die Steppe nach Simferopol nach. Die Küstenarmee rückte durch Karasubasar (Belogorsk) über Feodosia auf Sewastopol vor.
Infolgedessen wurden am 13. April Eupatoria, Simferopol und Feodossija besetzt und vom 14. bis 15. April folgten Bachtschyssaraj, Aluschta und Jalta.
In allen Richtungen wurde die Verfolgung der deutsch-rumänischen Verbände in Richtung auf Sewastopol aufgenommen. Um der Einkesselung zu entgehen, traten die deutsch-rumänischen Truppen den Rückzug auf Sewastopol an. Sowjettreue Partisanenverbände auf der Krim (im Jaila-Gebirge) führten erfolgreiche Aktionen im Rücken des Gegners durch, zerstörten die Verbindungslinien und Eisenbahnen, legten Hinterhalte auf den Bergstraßen und hinderten den Gegner in seiner Absicht, hinter sich Städte, Industrieanlagen oder die Infrastruktur zu zerstören.

### Schlusskampf um Sewastopol

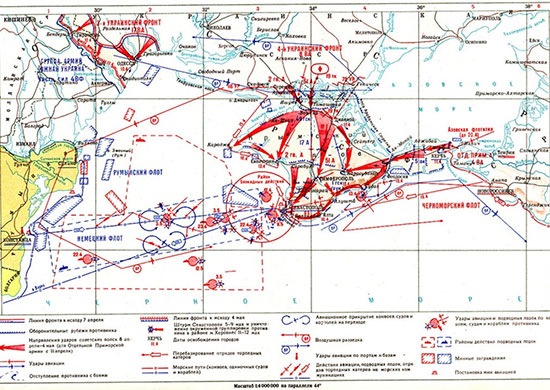
Aktionen der Schwarzmeerflotte während der strategischen Offensive der Krim.

Am 15./16. April erreichte die Rote Armee Sewastopol, griff aber erst nach längerer Vorbereitungszeit am 5. Mai an, weil sie erst im Rahmen der Kämpfe erfuhr, wie stark die deutschen Verteidigungslinien waren. Marschall A. M. Wassilewski bestimmte in Übereinstimmung mit dem Oberbefehlshaber der 4. Ukrainischen Front, den Hauptangriff von Balaklawa durch die 51. Armee und dem Zentrum mit der Küstenarmee zu führen. Die 2. Gardearmee sollte die deutsche Verteidigung im Südosten von Belbek durch die Streitkräfte des 13. Garde- und des 55. Schützenkorps durchbrechen und die Offensive gegen die Ostküste der Sewernajabucht führen, um die deutsche Gruppierung an die Küste abzudrängen.
Am 19. und 23. April unternahmen die sowjetischen Angreifer zwei Versuche, die Hauptverteidigungslinie der Befestigung von Sewastopol zu durchbrechen, doch beide scheiterten.
Am 1. Mai wurde auf deutscher Seite Erwin Jaenecke durch Karl Allmendinger abgelöst, weil Jaenecke den Kampf für verloren hielt.
Am 7. Mai, um 10:30 Uhr, starteten die sowjetischen Truppen mit massiver Unterstützung der gesamten Luftstreitkräfte einen Generalangriff auf das befestigte Gebiet von Sewastopol. Die Truppen der Hauptstoßgruppe durchbrachen auf 9 Kilometer Breite die feindliche Verteidigung und eroberten die Sapun-Höhen.
Am 9. Mai drangen sowjetische Truppen aus dem Norden, Osten und Südosten in Sewastopol ein und besetzten die Stadt. Die vom 19. Panzerkorps verfolgten Überreste der deutschen 17. Armee zogen sich nach Kap Chersones zurück. Dort versuchten sie (etwa 30.000 Mann), in der Hoffnung evakuiert zu werden, weiterzukämpfen. Die verbliebenen eng zusammengedrängten 21.000 Soldaten erlitten schwere Verluste durch sowjetische Artillerieschläge und mussten schließlich aufgeben und in Gefangenschaft gehen.

## Folgen
Laut dem Militärhistoriker Rolf-Dieter Müller „genehmigte Hitler zwar die Räumung von Odessa“, so dass von dort 18.845 Soldaten evakuiert werden konnten, „doch den angelaufenen Abtransport der 17. Armee von der Krim ließ er stoppen“, weil er die Festung Sewastopol um jeden Preis halten wollte. Bis zu diesem Stopp des Abtransports waren von der Krim 45.000 Deutsche und Rumänen, 16.000 Ostlegionäre und 3.800 Kriegsgefangene auf dem Luft- und Seeweg herausgebracht worden. Als dann schließlich weitere 100.000 Mann aus dem nicht mehr zu verteidigenden Sewastopol evakuiert werden mussten, „gingen 60 Schiffe verloren, 31.700 Deutsche und 25.800 Rumänen kamen ums Leben“. Darunter waren beispielsweise die Schiffe Teja und Totila, deren Versenkung jeweils mehrere tausend Tote nach sich zog. Nach anderen deutschen Angaben ertranken vom 3. bis zum 13. Mai 42.000 Mann im Schwarzen Meer. Nach einer russischen Quelle betrugen die Verluste der 17. Armee 100.000 Soldaten (davon 62.000 Gefangene) sowie sämtliche schwere Waffen und Ausrüstung. Die Verluste der Roten Armee beliefen sich offiziell auf 85.000 Soldaten (davon 18.000 Tote), 521 Geschütze, 171 Panzer und 179 Flugzeuge.
Die Schwarzmeerflotte bekam mit dieser Operation ihre Hauptbasis Sewastopol zurück.
126 sowjetische Soldaten wurden mit der Auszeichnung Held der Sowjetunion geehrt.